# Senatswahl in Pakistan 2015
Die Senatswahl in Pakistan 2015 fand am 5. März 2015 statt. Es wurden die Vertreter der 52 Senatoren, deren Senatmandat endete, gewählt.

## Wahlverlauf
Die Senatswahlen wurden für 48 Sitze abgehalten. Die übrigen 4 Sitze wurden bereits vorher besetzt. Die Senatoren wurden auf Basis der Einwohner in jeder Provinz gewählt. Sieben für Sindh, 11 für Punjab, 12 jeweils für Khyber Pakhtunkhwa und Balochistan. Die Abgeordneten des Parlaments wählen zwei Sitze für das Islamabad Hauptstadtterritorium.
Die Mitglieder der Provinzregierung in den FATA wählen vier Senatoren. Die Election Commission of Pakistan gab bekannt, dass 84 Kandidaten für 33 Sitze aus FATA und ICT antreten. 22 Kandidaten treten für 8 Sitze an, die für Frauen reserviert sind. 18 Kandidaten treten für Sitze an, die für Technokraten und Ulema vorgesehen sind. 8 weitere Kandidaten treten für Sitze an, die für religiöse Minderheiten bestimmt sind.

## Vorwürfe der Wahlmanipulation
Der Politiker der Pakistan People’s Party, Raja Riaz gab in einer Pressekonferenz den Hinweis, dass Stimmzettel der Senatswahlen im Provinzparlament von Punjab mit Wahlstempeln versehen wurden. Weitere führende Politiker warfen der 
Pakistan Tehreek-e-Insaf vor, Stimmzettel nach ihren Wünschen gestempelt zu haben. Der Vorsitzende der ECP nahm von diesen Vorwürfen Kenntnis und ordnete an, dass Raja Riaz Beweise liefern soll und diese an die ECP weiterleiten soll. Die Wahlleiter in den Wahllokalen in der FATA-Region sprachen sich für eine Verschiebung der Senatswahlen in der Region aus. Sie reagierten damit auf ein Dekret von Präsident Mamnoon Hussain. Das Dekret beschränkte die Stimmenzahl der Abgeordneten aus der Fata Region auf eine Stimme. Die PPP warf der PML-N vor, dass Dekret absichtlich verabschiedet zu haben. Das Dekret stellte sicher, dass Abgeordnete der PML-N aus der FATA Region gewählt werden und in den Senat einziehen.

## Ergebnis
Die Pakistan Muslim League (N) konnte nach ersten inoffiziellen Ergebnissen 16 Sitze im Parlament gewinnen. Die Pakistan Peoples Party sicherte sich sieben Sitze im Senat. Die Pakistan-Tehreek-e-Insaf sicherte sich laut den Ergebnissen auf fünf Sitze. Die Muttahida-Qaumi-Bewegung erhielt vier Sitze. Die National Party und die Pukhtunkhwa Milli Awami Party holten jeweils drei Sitze im Senat. Die Balochistan National Party und die Jamaat-e-Islami (F) sicherten sich jeweils einen Sitz im Senat. Es erhielt außerdem ein unabhängiger Kandidat aus Balochistan einen Sitz im Senat.